# Мірослав Мойжіта
Мірослав Мойжіта (Miroslav Mojžita) (1951) — словацький дипломат. Доктор філософських наук. Генеральний консул Словацької Республіки в Ужгороді (Україна) (з 2017).

## Життєпис
Народився у 1951 році. У 1974 році закінчив Університет імені Я. А. Коменського в Братиславі. Доктор філософських наук, захистивши дисертацію про принципи культурної політики Комуністичної партії.
З 1974 року працював у Міністерстві закордонних справ Чехословаччини, у тому числі в Посольстві Чехословаччини в Китайській Народній Республіці (1980—1985) та Посольстві Чехословаччини в Республіці Індія (1987—1990).
З 1991 року — на різних посадах у Міністерстві міжнародних справ Словацької Республіки. Був директором відділу, радником міністра, згодом заступником директора зовнішньої політики при Адміністрації Президента Словаччини. Читав лекції в Інституті міжнародних відносин Університету Коменського.
У 1995—2001 рр. — був Надзвичайним і Повноважним Послом Словацької Республіки в Союзній Республіці Югославія, Республіці Македонія та Республіці Албанія, а згодом Надзвичайним і Повноважним Послом Словацької Республіки в Боснії і Герцеговині.
У 2011 році — Генеральний секретар Міністерства закордонних справ Словацької Республіки.
З березня 2013 по лютий 2016 р. — тимчасовий повірений Посольства Словацької Республіки в Республіці Білорусь.
З 2017 року — Генеральний консул Словацької Республіки в Ужгороді (Україна).

## Автор книг
- Дві книги про події на Балканах і ще одну про словацьку дипломатію.